# Cindy Birdsong
Cynthia Ann Birdsong dite Cindy Birdsong, née le 15 décembre 1939 à Mount Holly, New Jersey, est une chanteuse américaine devenue célèbre en tant que membre du groupe The Supremes en 1967, lorsqu'elle remplace Florence Ballard. Elle est auparavant membre du groupe Patti LaBelle & The Bluebelles.

## Biographie

### Jeunesse
Cindy Birdsong est née à Mount Holly, New Jersey le 15 décembre 1939, de Lloyd Birdsong, Sr. et Annie Birdsong. Après avoir vécu à Philadelphie une partie de son enfance, la famille s'est installée à Camden. Cindy Birdsong souhaite devenir infirmière et de fréquenter une université en Pennsylvanie. En 1960, Patsy Labelle, une amie de longue date, la contacte pour remplacer Sundray Tucker dans le groupe The Ordettes. À vingt ans, Cindy Birdsong est le membre le plus âgé du groupe, les autres étant encore au milieu de l'adolescence.

### Patti LaBelle & The Bluebelles
En 1962, le groupe accueille deux nouvelles membres, Sarah Dash et Nona Hendryx. La même année, elles sont auditionnées par Harold Robinson, propriétaire du label Newtown Records. Robinson accepte de travailler avec le groupe après avoir entendu Patsy LaBelle chanter la chanson I Sold My Heart to the Junkman.
Peu de temps après que Robinson les ait signés, il les fait enregistrer sous le nom des Blue Belles. Elles doivent assurer la promotion de l'enregistrement de I Sold My Heart to the Junkman, enregistré par The Starlets. Il a été enregistré comme un single des Bluebelles en raison d'un problème d'étiquetage. Le manager des Starlets poursuit Harold Robinson après que les Blue Belles ont été vues en train d'interpréter en playback la chanson sur American Bandstand . Après un règlement à l'amiable, Robinson a modifié le nom du groupe en « Patti LaBelle and The Blue Belles ». Initialement, une réclame cite le groupe comme « Patti Bell and the Blue Bells ».  En 1963, le groupe signe son premier succès avec la ballade « Down the Aisle ». Plus tard dans l'année, elles enregistrent une reprise de You'll Never Walk Alone. En 1964, le single est réédité par le label Cameo-Parkway Records. C'est un deuxième succès dans les charts pop. Un autre single, Danny Boy, sort la même année. En 1965, après la disparition du label Cameo-Parkway, le groupe signe chez Atlantic Records où il enregistre douze singles parmi lesquels All or Nothing et Take Me for a Little While.

### Diana Ross & The Supremes (1967-1970)

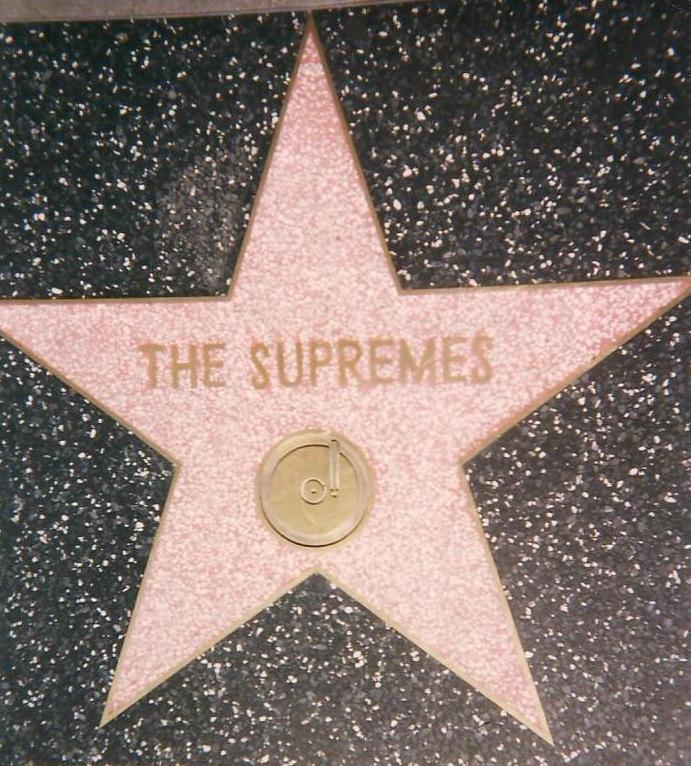
En 1994, The Supremes ont reçu une étoile sur le Hollywood Walk of Fame au 7060 Hollywood Blvd.

En avril 1967, Cindy Birdsong est contactée par Berry Gordy. Son nom est évoqué par Diana Ross comme remplaçante de Florence Ballard en raison du « comportement erratique » de cette dernière. À ce sujet, Birdsong déclare :
Tout ce qu'on m'a dit, c'est qu'ils me voulaient là-bas. J'ai été accueilli à l'aéroport par les dirigeants de Motown et conduite jusqu'à la maison de Berry Gordy où le groupe avait une réunion avec lui. J'étais toujours membre du groupe de Patti et je ne lui ai même pas dit que j'allais à Détroit. La porte de la chambre s'est ouverte et Florence est sortie en larmes. Sa mère est sortie avec elle. Oh, elle était tellement bouleversée, tellement secouée, qu'elle ne m'a même pas vu. C'est là que j'ai réalisé que je devais la remplacer. Je me sentais tellement mal, mais plus tard, Florence a compris pourquoi je l'avais fait.
Berry Gordy utilise le groupe The Andantes comme chœur pour accompagner Diana Ross plutôt que Cindy Birdsong et Mary Wilson,.

### Les «nouvelles» Supremes (1970-1972; 1973-1976)
En 1970, Jean Terrell remplace Diana Ross comme chanteuse des Supremes,. Dans le nouveau groupe, Mary Wilson et Cindy Birdsong occupe une meilleure place, notamment dans les trois albums enregistrés avec les Four Tops. Le groupe a un succès avec les Four Tops avec une reprise de River Deep – Mountain High d'Ike & Tina Turner. Cindy Birdsong quitte temporairement le groupe pour mettre au monde son premier enfant. Elle est remplacée par Lynda Laurence . Elle revient dans le groupe en 1973,. Au même moment, Scherrie Payne rejoint le groupe, en remplacement de Jean Terrell. Durant cette période, Cindy Birdsong contribue à deux albums : The Supremes (1975) et High Energy (1976). Elle est ensuite renvoyée des Supremes en février 1976 à la suite d'un différend avec Pedro Ferrer. La même année, Cindy Birdsong et Jean Terrell contactent Florence Ballard pour créer un nouveau groupe, mais la mort de cette dernière met un terme au projet.

### Carrière ultérieure
Après avoir quitté les Supremes, Birdsong travaille en tant qu'infirmière au UCLA Medical Center sous son nom d'épouse, Cindy Hewlett, puis travaille pour Suzanne de Passe chez Motown Records. En 1983, Cindy Birdsong rejoint les anciennes Supremes Mary Wilson et Diana Ross lors d'une réunion unique pour l'émission spéciale du 25e anniversaire de la Motown. En 1986, elle fait partie des Former Ladies of the Supremes avec Jean Terrell et Scherrie Payne, mais quitte le groupe pour poursuivre une carrière solo. Elle a brièvement enregistré pour le petit Hi-Hat Records avec un single Dancing Room.
En 1999, elle retrouve The Bluebelles, qui ont changé leur nom pour Labelle après le départ de Cindy Birdsong. En 2004, elle se joint Mary Wilson et Kelly Rowland (des Destiny's Child) et interprète un medley de succès des Supremes pour l'émission spéciale télévisée du 45e anniversaire de la Motown.

## Vie privée
Cindy Birdsong épouse Charles Hewlett en août 1970 à l'hôtel Fairmont de San Francisco. Jean Terrell et Mary Wilson sont présents. C'est le premier mariage de Cindy Birdsong et le deuxième mariage de Charles Hewlett. Elle demande le divorce en mars 1975, invoquant des « différends irréconciliables ». Le couple a un fils, David né le 7 octobre 1972.
En juin 2023, le New York Times publie un article complet sur la santé et la situation financière de Cindy Birdsong. Sa famille révèle qu'elle a subi plusieurs accidents vasculaires cérébraux débilitants et exprime son mécontentement à l'encontre de la colocataire de longue date de Cindy Birdsong, Rochelle Lander, qui, selon eux, empêche le soutien familial. En 2021, elle est expulsée de son appartement par la police de Los Angeles et est placée dans un établissement de soins infirmiers qualifié. Un juge accorde la tutelle familiale en octobre 2023.

## Enlèvement
En décembre 1969, Cindy Birdsong est kidnappée par Charles Collier alors qu'elle rentre à son appartement de Los Angeles avec son petit-ami de l'époque, Charles Hewlett, et leur ami Howard Meek. L'intrus force Cindy Birdsong à attacher les deux hommes, puis la force à descendre dans sa voiture sous la menace d'un couteau. Elle réussit à déverrouiller la portière de la voiture pendant que Charles Collier conduit et saute du véhicule sur Long Beach Freeway pour se mettre en sécurité,. Elle est hospitalisée pour des coupures, des contusions et des blessures au couteau. Quelques jours plus tard, Charles Collier, un préposé à l'entretien de l'appartement de Cindy Birdsong, se rend à la police de Las Vegas. En avril de l'année suivante, Collier est condamné à cinq ans de prison dans la prison d'État de Californie. Collier affirme qu'il « ne sait pas pourquoi » il a kidnappé Birdsong.

## Discographie

### Patti LaBelle & The Bluebells

#### Albums
- 1963 : Sweethearts of the Apollo [25]
- 1963 : Sleigh Bells, Jingle Bells & Bluebells
- 1965 : On stage [26]
- 1966 : Over the Rainbow [27]
- 1967 : Dreamer [28]

#### Singles
- 1962 : I Sold My Heart to the Junkman (#15 U.S., #13 R&B)[29],[30]
- 1962 : I Found a New Love
- 1962 : Tear After Tear
- 1963 : Cool Water
- 1963 : Decatur Street
- 1963 : Down the Aisle (The Wedding Song) (#37 U.S., #14 R&B)[31]
- 1964 : You'll Never Walk Alone (#34 U.S., #32 R&B)[32]
- 1964 : One Phone Call (Will Do)
- 1964 : Danny Boy (#76 U.S.)[33]
- 1965 : All or Nothing (#68 U.S.)[34]
- 1966 : Over the Rainbow
- 1966 : Ebb Tide
- 1966 : I'm Still Waiting (#36 R&B)[35]
- 1966 : Take Me for a Little While (#89 U.S., #36 R&B)[36]
- 1967 : Always Something There to Remind Me
- 1967 : Dreamer
- 1967 : Oh My Love

### Diana Ross et les suprêmes
- 1968 : Reflections [37]
- 1968 : Live at London's Talk of the Town [38]
- 1968 : Diana Ross & The Supremes Sing and Perform Funny Girl [39]
- 1968 : Diana Ross & The Supremes Join The Temptations (avec The Temptations) [40]
- 1968 : Love Child [41]
- 1968 : TCB (avec The Temptations) [42]
- 1969 : Let the Sunshine In [43]
- 1969 : Together (avec The Temptations) [44]
- 1969 : Cream of the Crop[45]
- 1969 : G.I.T at Broadway (avec The Temptations) [46]
- 1970 : Farewell [47]

### Les Suprêmes
- 1970 : Right On [48]
- 1970 :The Magnificent 7 (avec The Four Tops) [49]
- 1970 : New Ways but Love Stays [50]
- 1971 : The Return of the Magnificent Seven (avec The Four Tops) [51]
- 1971 : Touch [52]
- 1971 : Dynamite (avec The Four Tops) [53]
- 1972 : Floy Joy [54]
- 1975 : The Supremes [55]
- 1976 : High Energy [56]

### Solo

#### Single
- 1987 : Dancing Room